# 仙游县
仙游县位于中国福建省莆田市的西南部，地處福建東南沿海中部，湄洲灣南北岸結合部，木蘭溪中、上游。東連莆田市城廂區、涵江區，西接泉州市永春縣、德化縣，南接泉州市泉港區、洛江區、惠安縣、南安市，北接福州市永泰縣，東南一隅瀕臨湄洲灣，是福建著名的侨乡，縣政府駐鯉城街道。

## 歷史
武周聖歷二年（699年）置清源县，隸屬於武榮州。唐玄宗天寶元年（742年），因相傳西漢時期何氏九仙于此縣境內九鲤湖畔升天，遂将清源县改名为仙游县。《元和郡县志》卷29泉州仙游县：“仙游山在县西三十里，县因以为名。”清同治《福建通志》卷二《沿革》：仙游县“临川何氏兄弟九人学道，于此仙去，故名”。

## 地理
仙游地处福建东南沿海中部，濒临湄洲湾，距福州130公里、厦门153公里、莆田市区44公里，与台湾岛隔海相望。境内“七山一水二分田”，山地203.7万亩、耕地41.8万亩、林地191.1万亩。
地形西北高、东南低，最高点西苑凤山石谷解海拔1803.3米，最低处枫亭海滨村海拔仅5米。主要有木兰溪、延寿溪、枫慈溪、粗溪和九溪5条溪流，流域面积1805平方公里；木兰溪为境内第一大河流，流经县境东南部，从莆田三江口注入兴化湾，为潮汐所吞纳。

### 氣候
| 仙遊(1991–2020)                           | 仙遊(1991–2020) | 仙遊(1991–2020) | 仙遊(1991–2020) | 仙遊(1991–2020) | 仙遊(1991–2020) | 仙遊(1991–2020) | 仙遊(1991–2020) | 仙遊(1991–2020) | 仙遊(1991–2020) | 仙遊(1991–2020) | 仙遊(1991–2020) | 仙遊(1991–2020) | 仙遊(1991–2020) |
| 月份                                      | 1月             | 2月             | 3月             | 4月             | 5月             | 6月             | 7月             | 8月             | 9月             | 10月            | 11月            | 12月            | 全年            |
| ----------------------------------------- | --------------- | --------------- | --------------- | --------------- | --------------- | --------------- | --------------- | --------------- | --------------- | --------------- | --------------- | --------------- | --------------- |
| 平均高温 °C（°F）                         | 17.5 (63.5)     | 18.2 (64.8)     | 20.6 (69.1)     | 25.1 (77.2)     | 28.5 (83.3)     | 31.4 (88.5)     | 34.3 (93.7)     | 33.6 (92.5)     | 31.6 (88.9)     | 27.9 (82.2)     | 24.2 (75.6)     | 19.7 (67.5)     | 26.1 (78.9)     |
| 日均气温 °C（°F）                         | 12.5 (54.5)     | 13.2 (55.8)     | 15.5 (59.9)     | 20.0 (68.0)     | 23.7 (74.7)     | 26.9 (80.4)     | 29.1 (84.4)     | 28.5 (83.3)     | 26.8 (80.2)     | 23.0 (73.4)     | 19.2 (66.6)     | 14.6 (58.3)     | 21.1 (70.0)     |
| 平均低温 °C（°F）                         | 9.3 (48.7)      | 10.0 (50.0)     | 12.2 (54.0)     | 16.5 (61.7)     | 20.4 (68.7)     | 23.7 (74.7)     | 25.3 (77.5)     | 25.1 (77.2)     | 23.3 (73.9)     | 19.4 (66.9)     | 15.8 (60.4)     | 11.2 (52.2)     | 17.7 (63.8)     |
| 平均降水量 mm（）                         | 51.0 (2.01)     | 77.5 (3.05)     | 124.7 (4.91)    | 135.5 (5.33)    | 230.7 (9.08)    | 280.6 (11.05)   | 194.4 (7.65)    | 266 (10.5)      | 151.5 (5.96)    | 54.1 (2.13)     | 38.7 (1.52)     | 38.4 (1.51)     | 1,643.1 (64.7)  |
| 平均降水天数（≥ 0.1 mm）                  | 8.5             | 10.9            | 15.4            | 14.6            | 16.3            | 16.6            | 11.8            | 15.5            | 10.1            | 5.0             | 6.0             | 7.0             | 137.7           |
| 平均相對濕度（％）                        | 74              | 76              | 78              | 77              | 79              | 81              | 75              | 78              | 75              | 69              | 71              | 71              | 75              |
| 月均日照時數                              | 126.1           | 102.6           | 112.9           | 131.3           | 139.2           | 155.4           | 238.4           | 209.2           | 183.3           | 179.7           | 147.2           | 142.8           | 1,868.1         |
| 可照百分比                                | 38              | 32              | 30              | 34              | 34              | 38              | 57              | 52              | 50              | 51              | 45              | 44              | 42              |
| 来源：China Meteorological Administration |                 |                 |                 |                 |                 |                 |                 |                 |                 |                 |                 |                 |                 |

## 历史
秦時屬閩中郡。
漢武帝時期至三國時屬會稽郡、建安郡。
晉時屬晉安郡；南北朝時為梁所屬，隸屬南安郡。
陳光大二年（568年）起，仙遊地屬莆田縣。
隋開皇九年（589年）改豐州為泉州，現仙遊地隸屬泉州的莆田縣；隋大業三年（607年）起，屬建安郡南安縣。
唐武德五年（622年）復屬莆田縣。
唐朝圣历二年（699年）析莆田县地西半部设清源县，属武荣州。
唐玄宗天宝元年（742年），泉州易名为清源郡，属岭南道，别驾赵颐正以“县名同郡非便，奏请改之”，因境内有何氏九兄弟在九鲤湖羽化登仙的民间传说，改为仙游县，隶属清源郡。
宋代，兴化军管辖莆田、仙游、兴化三县。
宋乾德二年（964年），清源郡改稱平海軍，仙遊縣屬平海軍。
元至元十五年（1278年）十月，改興安州為興化路，仙遊縣屬興化路。
明洪武二年（1369年），興化路改為興化府，仙遊縣屬興化府。
明嘉靖四十二年，名將戚繼光曾在仙游縣與倭寇爆發主要戰事，史稱仙游大戰。倭寇被殲滅萬餘人，元氣大傷，為倭戰中的關鍵性戰役。
清仍沿明制，仙遊縣屬興化府。
民國元年（1912年），民國政府宣佈廢府、州，福建省實行省、道、縣三級地方政制。全省劃為東路、西路、南路、北路等四道，仙遊縣隸南路道。
民國16年，廢道，仙遊縣直屬福建省。
1949年8月25日，仙遊縣解放，隸屬福建省第五行政督察專員公署（專署駐泉州）。
1968年9月23日，成立福建省晉江專區革命委員會，仙遊為其屬縣。
1979年1月，莆田地區革命委員會改稱莆田地區行政公署，仙遊縣隸屬之。
2019年，仙遊縣人民政府駐鯉城街道，全縣轄1個街道、12個鎮、5個鄉。

## 行政区划
仙游县下辖1个街道办事处、12个镇、5个乡：
鲤城街道、枫亭镇、榜头镇、郊尾镇、度尾镇、鲤南镇、赖店镇、盖尾镇、园庄镇、大济镇、龙华镇、钟山镇、游洋镇、西苑乡、石苍乡、社硎乡、书峰乡和菜溪乡。

## 人口
根据第七次全国人口普查数据，截至2020年11月1日零时，仙游县常住人口905068人。

## 交通
- 356国道过境。
- 福厦铁路：仙游站

## 经济
全县有工艺企业3350多家，包括古典工艺家具、仙游石、古玩、国画、油画等，2012年1-9月份，86家规模以上工艺美术企业完成产值75.4亿元，占全县规模以上工业产值的41.8%。
2020年，仙游县全年实现地区生产总值521.49亿元，比上年增长3.8%。其中，第一产业增加值22.29亿元，增长3.1%；第二产业增加值257.08亿元，增长1.0%；第三产业增加值242.11亿元，增长7.5%。三次产业增加值占地区生产总值的比重，第一产业为4.3%，第二产业为49.3%，第三产业为46.4%。

## 资源

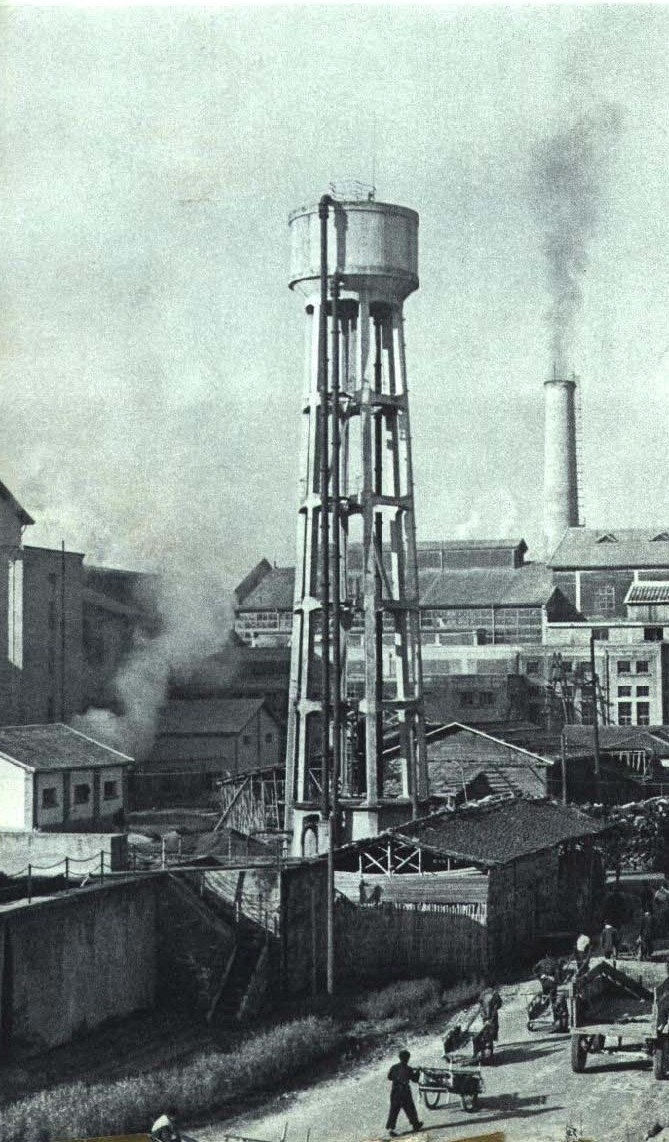
1964年 福建木兰溪仙游糖厂

仙游物产丰富，资源充裕，盛产大米、水果、食菇、鳗鱼、茶叶等。兴化桂圆为历代朝廷贡品，可谓“兴化桂元甲天下”，度尾“无籽蜜柚”质优味美，名闻海内外；书峰枇杷以果质脆嫩、酸甜适度而备受欢迎；香菇、蘑菇、巴西菇产量在全省名列前茅，是新兴的“食用菌之乡”；高岭土、叶腊石、花岗石、石英石、温泉、矿泉水等矿产资源储量大、品位高；境内溪流纵横，水力资源居沿海县区之最。

## 特产
度尾文旦柚：中国地理标志产品。

## 文化
仙游历史悠久，素以“海滨邹鲁、文献名邦”著称，是著名的“工艺美术之乡”、“国画之乡”、“戏曲之乡”、“田径之乡”、“武术之乡”。县城连年被授予“全省精神文明建设先进县城”称号。
仙游县的枫亭元宵游灯习俗被列入国家级非物质文化遗产名录。
仙游通行莆仙语。

## 教育
- 湄洲湾职业技术学院

## 旅游
仙游地理条件优越，气候宜人，木兰溪流域山青水秀、风光旖旎。
境内名胜古迹有九鲤湖、菜溪岩、麦斜岩、天马山、蔡襄墓等。

## 影視作品
- 施公奇案II：故事發生在清朝的仙游縣，施世綸（歐陽震華飾）為該縣縣令。